# 越南枫杨杞
越南枫杨杞（学名：Pterocarya tonkinensis）为胡桃科枫杨属下的一个种。种加名 tonkinensis 意为越南“东京的”。